# Klaus Schreiber (Rechtswissenschaftler)
Klaus Schreiber (* 24. September 1948) ist ein deutscher Rechtswissenschaftler.

## Leben
Nach der Promotion in Bochum 1975 und Habilitation an der Universität Bochum 1981 wurde er 1983 Universitätsprofessor in München und 1985 ordentlicher Professor für Zivilprozessrecht, Bürgerliches Recht und Arbeitsrecht in Bochum.

## Schriften (Auswahl)
- Die Urkunde im Zivilprozess. Berlin 1982, ISBN 3-428-05178-5.
- Übungen im Zivilprozessrecht. Berlin 1996, ISBN 3-11-014964-8.
- mit Walter Zeiss: Zivilprozessrecht. Tübingen 2014, ISBN 3-16-153149-3.
- Sachenrecht. München 2015, ISBN 978-3-415-05449-3.